# 東京都道173号上館日野線
東京都道173号 上館日野線（とうきょうとどう173ごう かみたてひのせん）は、東京都八王子市館町上館の東京都道47号八王子町田線交点から、日野市高幡の東京都道41号稲城日野線交点に至る一般都道である。北野街道ともいう。
- 路線延長：11,853m
- 路線面積：142,580m2
- 起点：東京都八王子市館町（館町交差点）
- 終点：東京都日野市高幡（高幡橋南交差点）

八王子市内

- 都道認定要件：地方開発のために特に必要な道路

## 重複区間
- 東京都道160号下柚木八王子線（打越交差点 - 北野街道分岐点）

## 通過する自治体
- 東京都
  - 八王子市
  - 日野市

## 交差・接続している道路
八王子市
- 東京都道47号八王子町田線（館町交差点）
- 東京都道506号八王子城山線（小比企町交差点）
- 国道16号（片倉町交差点）
- 国道16号八王子バイパス打越IC（打越交差点）
- 東京都道160号下柚木八王子線（打越交差点）
- 東京都道174号長沼北野線（長沼町交差点）

日野市
- 東京都道155号町田平山八王子線（平山五丁目交差点）
- 東京都道41号稲城日野線(高幡橋南交差点)

## 橋梁
- 打越橋（湯殿川）